# Svenska Järnvägsverkstädernas Aeroplanavdelning

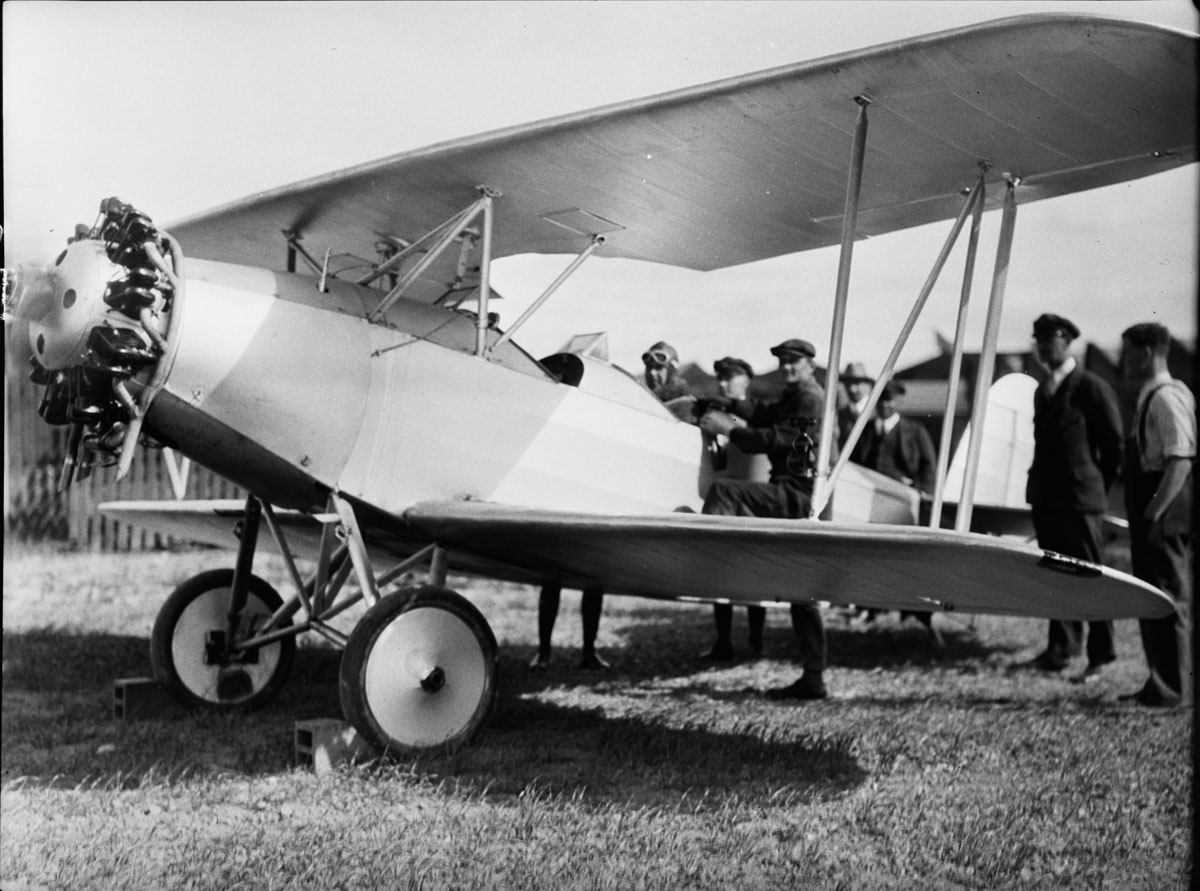
En ASJA L2 i Jönköping 1932

AB Svenska Järnvägsverkstädernas Aeroplanavdelning (ASJA) var ett företag som tillverkade flygplan i Linköping. Företaget, som grundades som ett dotterbolag till AB Svenska Järnvägsverkstäderna (ASJ), var en del av det som senare skulle bli Svenska Aeroplan AB (SAAB).
ASJ:s flygplansavdelning startade i början av 1930-talet. Chef blev Sven Blomberg, som tidigare varit konstruktör vid Svenska Aero. 1932 köpte ASJA det konkursade Svenska Aero av Carl Clemens Bücker.
Under 1936 inleddes diskussioner med Bofors om att bilda ett gemensamt bolag för att ansvara för tillverkning och konstruktion av flygplan. I januari 1937 enades man om att aktierna skulle delas lika mellan ASJA och Bofors och 31 mars 1937 bildades AB Förenade Flygverkstäder (AFF).
Samarbetet inom AFF fungerade inte utan i mars 1939 ombildades Svenska Aeroplan AB och övertog ASJA.

## Tillverkade eller konstruerade flygplanstyper
- ASJA F 1
- ASJA L 1 Viking
- ASJA Viking II

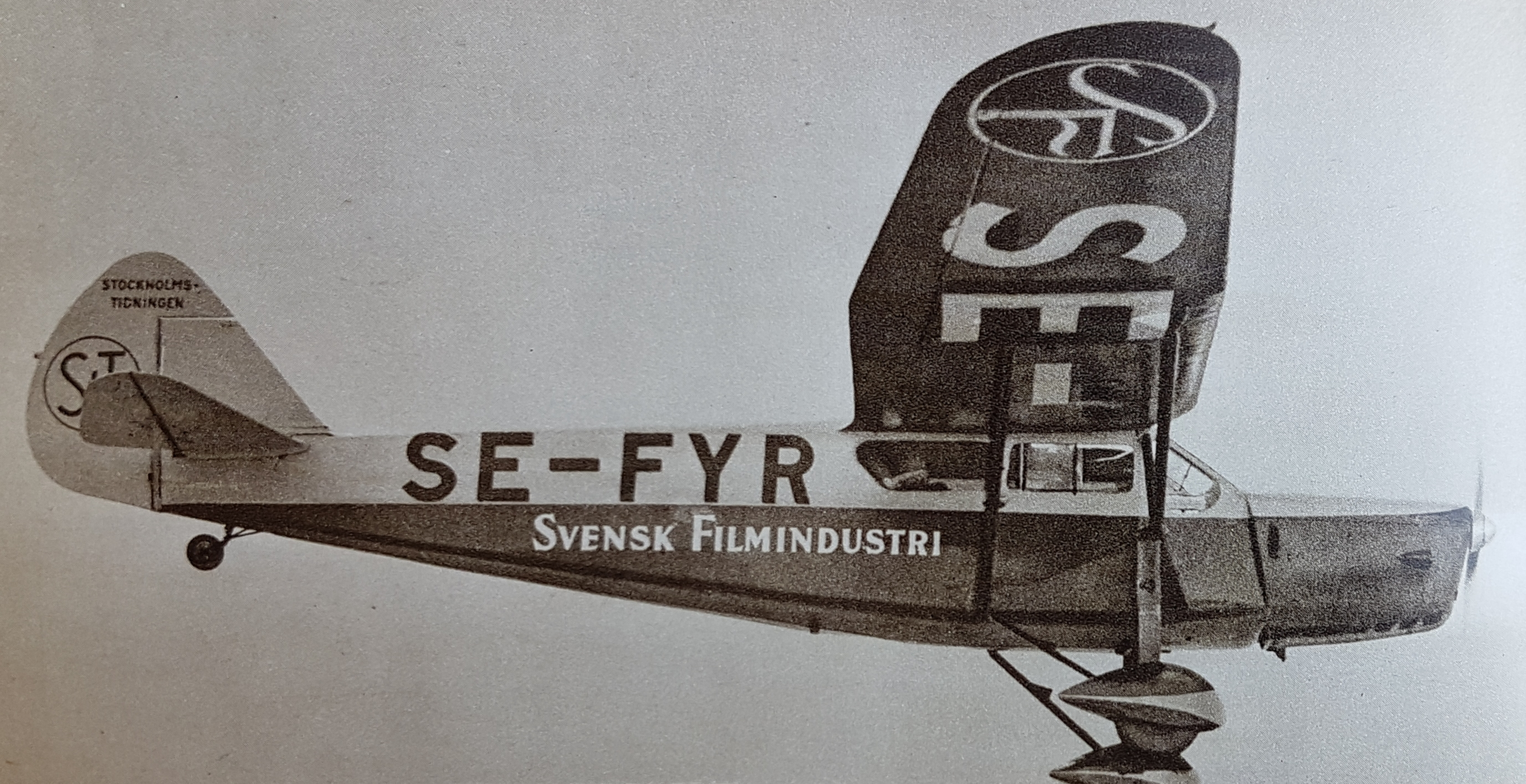
Stockholms-Tidningens SE-FYR, en ASJA Viking II

- ASJA L 2, som kallades Ö 9 i Flygvapnet
- ASJA L 10, som senare blev Saab 17
- ASJA L 11, som senare blev Saab 18
- ASJA L 12, som senare blev SAAB J 19, men lades ned
- AFF P.7 F1 - Spaningsplan inspirerad av Westland Lysander som tävlade mot ASJAs L 10. Planerades med en Bristol Pegasus XXIV motor. En fullskalig attrapp byggdes.
- AFF P.7 F2 - F1 hade problem i vindtunnelprov så man ritade om den lägre vingen och rodret och gav den fast landningsställ vilket försämrade prestandan rejält. F2 Förlorade mot ASJA:s L 10. Byggdes inte.
- AFF-Saab G.1 - Bombflygplan som tävlade mot ASJA:s L 11 och förlorade. Byggdes inte.
- De Havilland DH 82 Tiger Moth, Sk 11
- Focke-Wulf Fw 44J Stieglitz, Sk 12
- Hawker Hart, B 4
- North American NA-16, Sk 14
- Northrop 8A-1, B 5
- Raab-Katzenstein RK 26 Tigerschwalbe, Sk 10 (modifiering av tysktillverkat flygplan)
- Svenska Aero SA-14
- Svenska Aero SA-15
- Svenska Aero Jaktfalken J 6B